# Castell de Cárcel
El Castell de Cárcel és un recinte emmurallat situat al municipal de Sagunt (País Valencià), té condició de bé d'interès cultural.
Es troba en una elevació propera al riu Palància, situat de forma que tenia visió del castell de Torres Torres i possiblement del de Beselga, encara que això últim dependria de l'altura de la torre, que es desconeix. Es tracta d'un recinte emmurallat de forma gairebé rectangular, excepte per un dels seus llenços més llargs que és corb. A l'interior hi havia una torre.